# Kungliga Hovstaterna

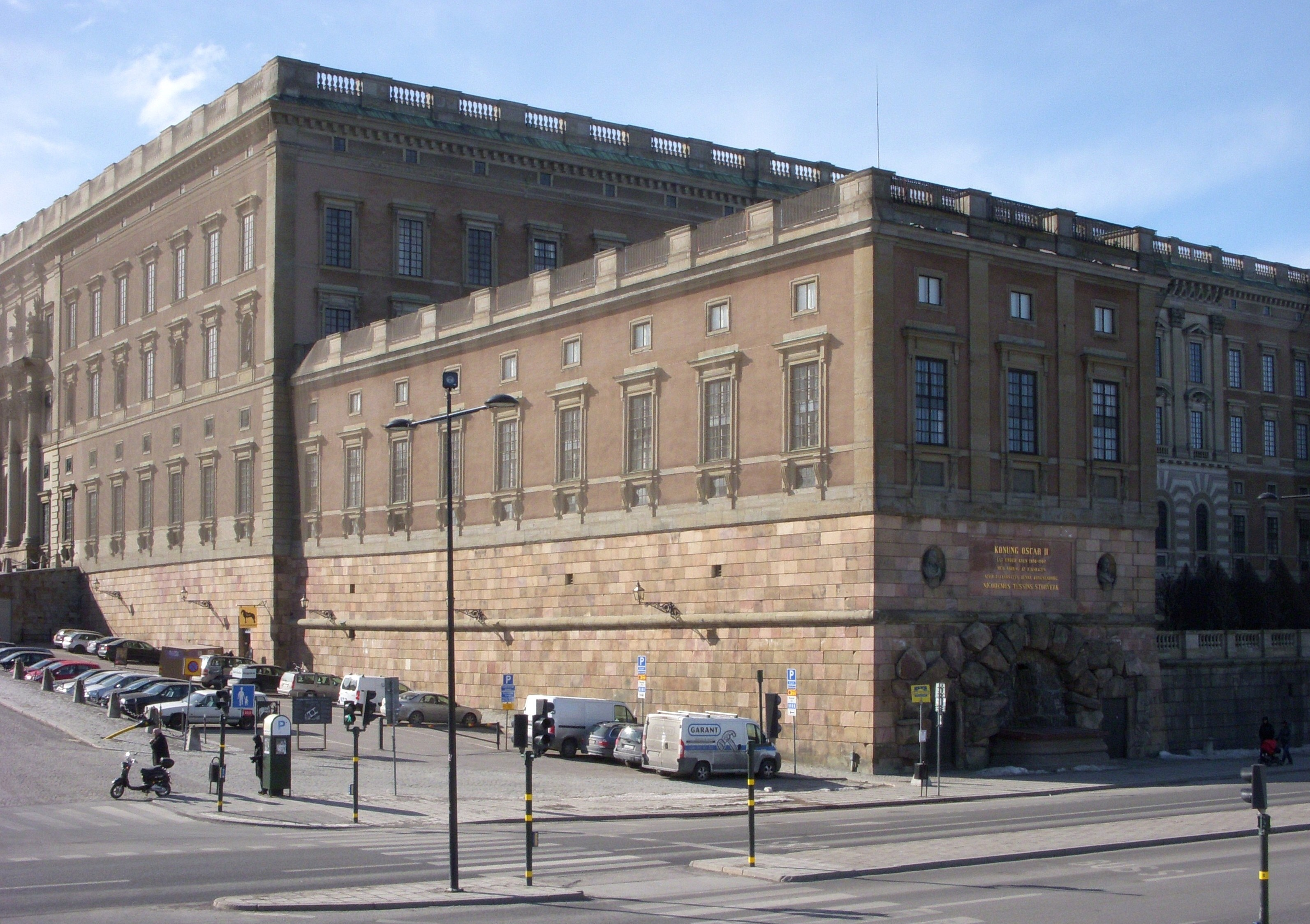
Kungliga Hovstaterna har sina lokaler bland annat i Stockholms slotts södra flygelbyggnad.

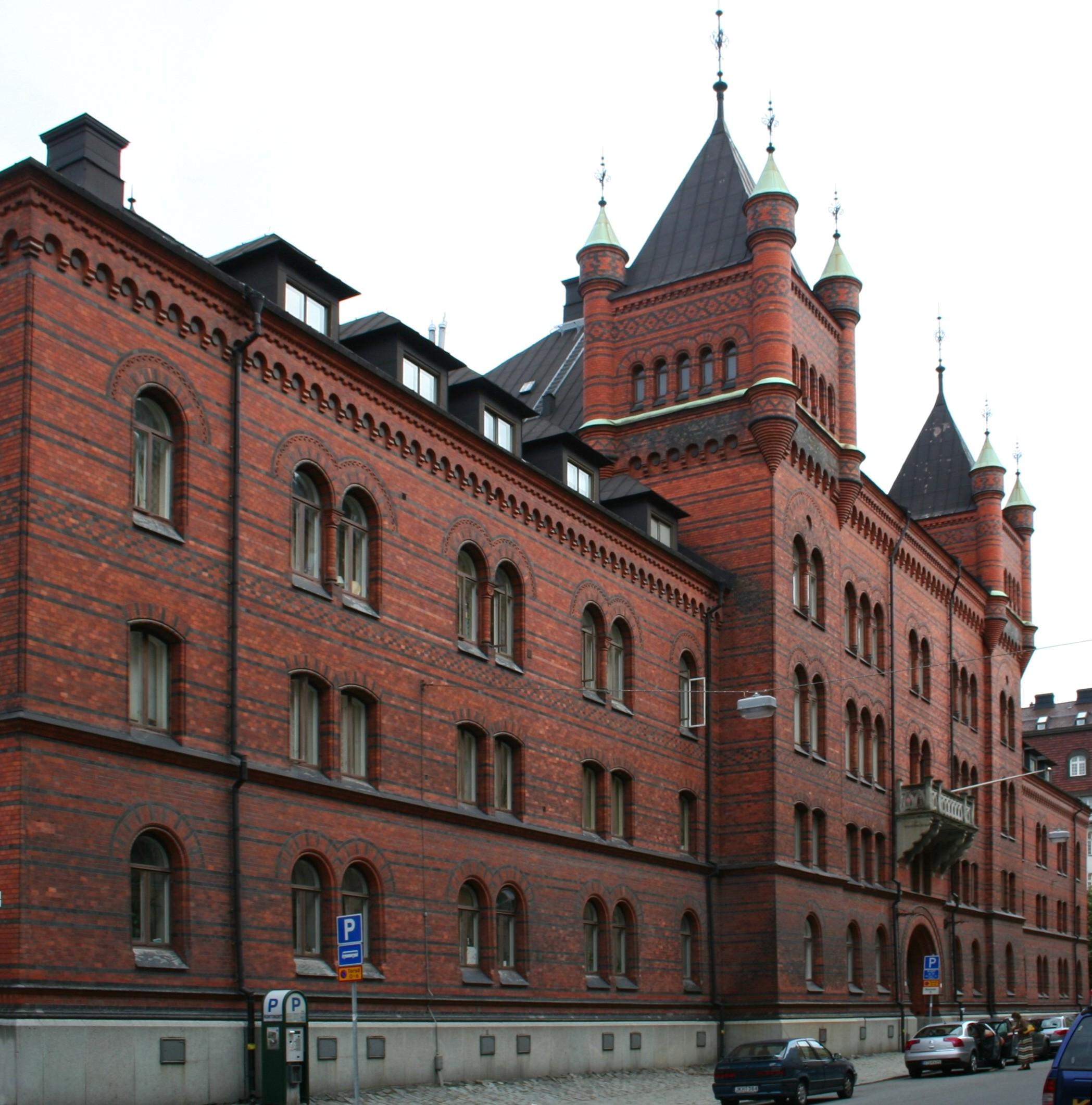
Hovstallet vid Väpnargatan i Stockholm.

Kungliga Hovstaterna (i dagligt tal hovet) är den organisation som bistår Sveriges statschef och kungahus i deras officiella plikter. Hovstaterna har dessutom till uppgift att vårda, och för allmänheten visa, det kulturarv som är förbundet med den svenska monarkin.
Hovstaterna leds av riksmarskalken, som tillsätts av och ansvarar inför monarken. Dess högre tjänstemän förtecknas i den årligt utgivna Hovkalendern. År 2012 hade hovstaterna 255 tillsvidareanställda.
Hovstaterna är inte en myndighet. I 1772 års och 1809 års regeringsformer hette det att hovet var "enskilt". I förarbetena till 1974 års regeringsform uttalades att lagstiftaren inte avsåg att ändra på detta.
Kung Carl XVI Gustafs valspråk, ”För Sverige – i tiden”, ska vara vägledande för Kungliga Hovstaterna.

## Organisation
Kungliga Hovstaterna är i finansiellt hänseende uppdelade i Hovstaten, Slottsstaten och Kungliga Djurgårdens Förvaltning. Kungliga Hovstaterna har följande organisation:

### Hovstaten
- Riksmarskalksämbetet
  - Kansli med Hovförvaltningen
  - Läkarstaten
  - Kleresistaten
- Informationsavdelningen
- Hovmarskalksämbetet
  - H.M. Konungens hovstat med kansli
  - H.M. Drottningens hovstat
  - H.K.H. Kronprinsessans hovstat
  - Ceremonistaten
  - H.M. Konungens hovstall
  - Hushållet

### Slottsstaten
- Ståthållarämbetet
  - Stockholms slottsförvaltning
  - Drottningholms slottsförvaltning
  - Gripsholms slottsförvaltning
  - Ulriksdals slottsförvaltning
  - (Kungliga Djurgårdens Förvaltning lyder under Ståthållarämbetet men är självfinansierad.[6])
- Husgerådskammaren
  - Bernadottebiblioteket
  - Skattkammaren
  - Livrustkammaren

### Kungliga Djurgårdens Förvaltning

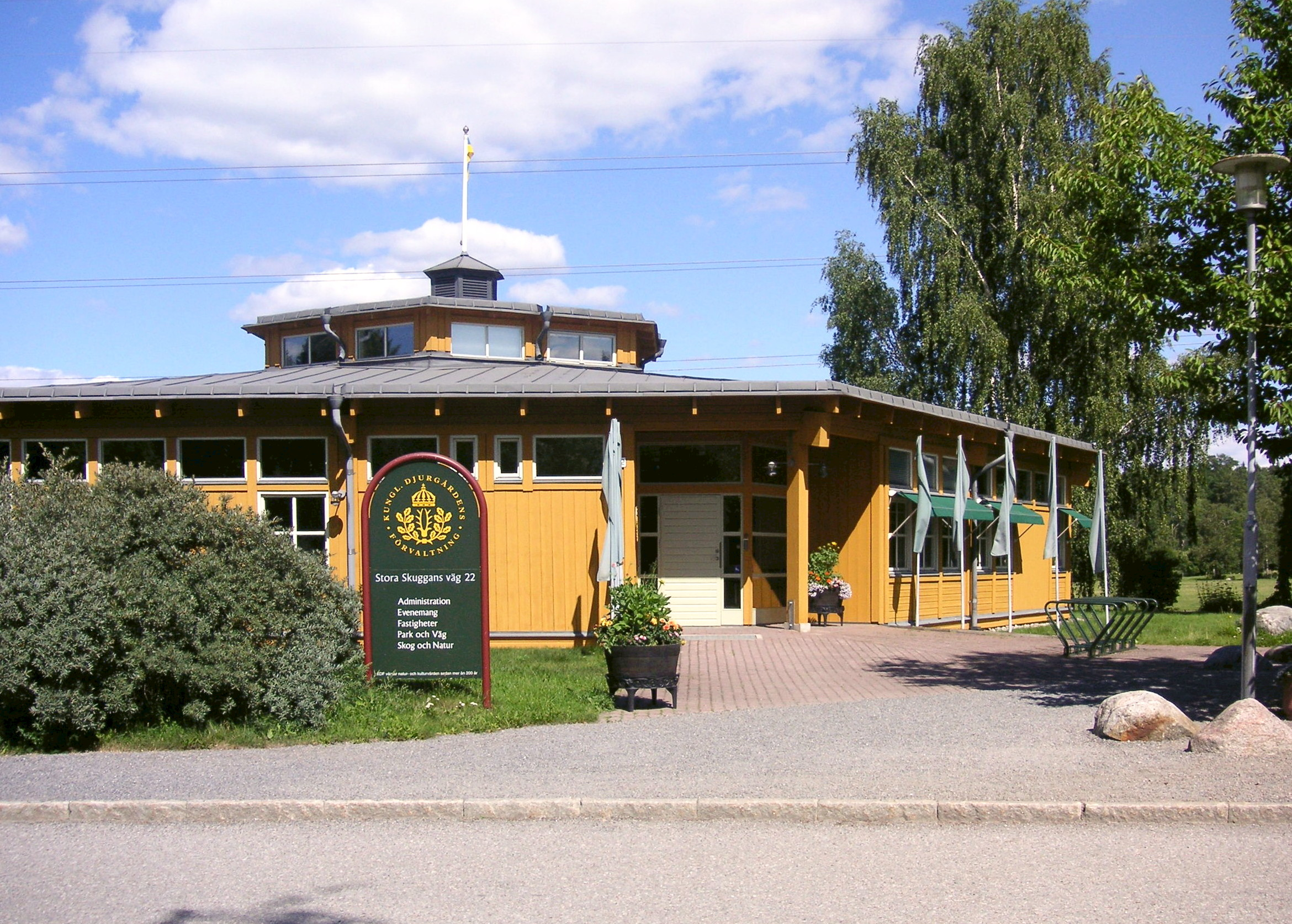
Djurgårdsförvaltningens kanslibyggnad på Norra Djurgården, 2007.

- Kungliga Djurgårdens Förvaltning (lyder under Ståthållarämbetet men är självfinansierad.[6])

## Finansiering
Hovstaternas statliga anslag uppgick år 2012 till 123,5 miljoner kronor, varav 51 procent (det så kallade apanaget) gick till Hovstaten och 49 procent till Slottsstaten. Dessutom tillkommer intäkter från visningsverksamheten. Dessa pengar ska bland annat finansiera de anställdas löner samt representation, till exempel olika officiella tillställningar och kungafamiljens statsbesök. Kungliga Djurgårdens Förvaltnings verksamhet bekostas genom hyror och arrenden.
Enligt ett avtal från 1809 mellan kung Karl XIII och Riksens ständer har dessa utgifter inte behövts redovisats, utan fram till nyligen har Riksrevisionen bara haft insyn i den andra delen av statsbidraget (den som går till Slottsstaten) och i Kungliga Djurgårdens Förvaltnings verksamhet. I december 2011 tillkännagav riksdagen att regeringen borde göra en översyn av dess överenskommelse med Riksmarskalksämbetet om hovstaten och att översynen bör verka för en ökad insyn i hovstaten. 2013 meddelades att regeringen och Riksmarskalksämbetet enats om att hovstatens ekonomiska redogörelse skall bli utförligare och att den skall likna slottsstatens.